# جان اف. گودریچ
جان اف. گودریچ (انگلیسی: John F. Goodrich؛ ۱۸ فوریه ۱۸۸۷ – ۱۱ مارس ۱۹۳۷) فیلم‌نامه‌نویس اهل ایالات متحده آمریکا بود.
از فیلم‌هایی که وی در آن‌ها نقش داشته‌است، می‌توان به آخرین فرمان و محموله ویژه اشاره نمود.